# Patrona Halil
Patrona Halil foi um rebelde otomano que realizou o único golpe não militar na história do Império Otomano. 
Ele liderou a revolta que derrubou o sultão Amade III e sucedeu a Mamude I, o último sultão otomano a governar com sabedoria.
Patrona Halil não era um janízaro na época do tumulto, mas ele era um em Nis e Vidim. Ele é de origem albanesa, mas deve ser búlgaro por nacionalidade, pois seu local de nascimento no início do século XX era habitado apenas por búlgaros. Em búlgaro, seu nome é "cartucho".